# 胡胜宝
胡胜宝（1963年5月—），云南永胜人，普米族，中国共产党党员。中华人民共和国政治人物、第十三届全国人民代表大会云南省代表。

## 生平
2018年，胡胜宝被选为云南省出席第十三届全国人民代表大会代表。